# 南非歌百灵
南非歌百灵（学名：Mirafra cheniana），是百灵科歌百灵属的一种，分布于博茨瓦纳、津巴布韦和南非。全球活动范围约为210,000平方千米。该物种的保护状况被评为近危。
南非歌百灵的栖息地为亚热带或热带的（低地）干草原。